# Paul Diehl (Politikwissenschaftler)
Paul Diehl (* 1958) ist ein US-amerikanischer Politikwissenschaftler und emeritierter Professor sowohl der University of Illinois at Urbana-Champaign als auch der University of Texas at Dallas. Sein Fachgebiet sind die Internationalen Beziehungen. 2005 amtierte er als Präsident der Peace Science Society (International) und 2015/16 als Präsident der International Studies Association (ISA), mit deren Karl Deutsch Award er 1998 ausgezeichnet worden war.
Seine Ausbildung erhielt Diehl am Canisius College (B.A. 1980) und der University of Michigan (M.A. 1982 und Ph.D. 1983). Professor an der University of Illinois at Urbana-Champaign ist er seit 1994, Professor an der University of Texas at Dallas seit 2015.

## Schriften (Auswahl)
- Als Herausgeber mit Brian Frederking: The politics of global governance. International organizations in an interdependent world. 5. Auflage, Lynne Rienner Publishers, Inc., Boulder 2015, ISBN 9781626372320.
- Als Herausgeber mit Daniel Druckman: Peace operation success. A comparative analysis. Martinus Nijhoff Publishers, Leiden 2013, ISBN 9789004227118.
- Peace operations. Polity, Cambridge/Malden 2008, ISBN 9780745642062.
- Als Herausgeber: War. 6 Bände, SAGE Publications, London/Thousand Oaks 2005, ISBN 1412903734.
- International peacekeeping. Johns Hopkins University Press, Baltimore 1994, ISBN 0801850320.